# Fumetto nero italiano

Diabolik, il personaggio capostipite del fumetto nero italiano

Il fumetto nero italiano è un genere di fumetto che, a partire dagli anni sessanta con il personaggio di Diabolik, criminale spietato, ladro e assassino, che esordì nel 1962 con una testata omonima, propose un ribaltamento della morale corrente in controtendenza rispetto al moralismo degli altri fumetti dell'epoca; il successo del personaggio creato dalle sorelle Angela e Luciana Giussani è tale da far nascere, insieme ai personaggi ideati da Max Bunker, Kriminal e Satanik, un genere vero e proprio che portò alla creazione di numerosi epigoni più o meno simili nelle caratteristiche come Fantax, Demoniak o Sadik oltre che a parodie come Cattivik di Bonvi.
Anche il cinema ne verrà influenzato producendo sia pellicole direttamente ispirate ai personaggi principali del genere come Diabolik, Kriminal o Satanik, sia parodie come Arrriva Dorellik o Sadik nel film Thrilling.
Il successo del fenomeno attirò l'attenzione del potere giudiziario che temeva la carica eversiva di questo genere di pubblicazioni e, temendo che potessero «turbare l’ordine pubblico, l’ordine della famiglia e incitare alla criminalità e al delitto», istruirono processi e ordinarono sequestri; alla lunga le vicende giudiziarie e la pressione dell’opinione pubblica spinsero gli autori ad ammorbidire i toni e le trame persero quasi del tutto la loro carica innovativa. La moda però non sarebbe durata a lungo e, fatte salve alcune eccezioni come Diabolik, l'unico ancora pubblicato, o Kriminal e Satanik, che ebbero una lunga vita editoriale, gli altri epigoni ebbero vita breve. Col tempo alcune serie assunsero connotazioni erotiche portando alla nascita di un vero e proprio genere erotico o pornografico con nuovi personaggi.

## Origini
L'origine dei fumetti neri italiani risale ai romanzi d'appendice pubblicati a puntate nei quotidiani francesi, storie di facile consumo e spesso a tinte forti con intrighi, delitti e rapimenti come Fantômas - al quale le sorelle Giussani si ispirarono per creare Diabolik - ma anche Arsène Lupin e Rocambole furono protagonisti di grande richiamo della narrativa popolare ottocentesca. Prima di Diabolik, Fantômas fu d'ispirazione per Fantax, un personaggio ideato nel 1946 da Pierre Mouchot e Marcel Navarro, un tipico giustiziere mascherato e una grande lettera F disegnata sul torace le cui storie presentavano intrecci verosimili e con personaggi ricorrenti che fornivano una certa continuità alla serie al fine di fidelizzare i lettori.
Il personaggio, protagonista di storie spesso ricche di sequenze particolarmente violente è considerato il precursore dei fumetti neri degli anni sessanta ma quando venne pubblicato in Italia nel 1948 dall'editore Giovanni De Leo non ottenne grande successo e anzi subì critiche e azioni giudiziarie a causa dei contenuti forti; successivamente De Leo pubblicò altri personaggi simili, sfruttando la collaborazione con la coppia di autori francesi ma la mancanza di successo duraturo e i continui problemi legali per le accuse di incitamento alla violenza fecero interrompere la collaborazione ponendo termine a un'iniziativa e a dei personaggi in anticipo sui tempi.
Nello stesso periodo Bonelli riprese il personaggio di Furio Almirante, ribattezzandolo Furio Mascherato e, nel 1949, esordì Il Fantasma Verde, disegnato da Gallieno Ferri il quale nello stesso anno disegnò la serie di Maskar, una versione meno violenta del francese Fantax, ma i problemi con la censura nell'Italia del secondo dopoguerra sono ancora tali da rendere impossibile anche solo pensare di pubblicare fumetti con protagonisti simili al Fantômas letterario di quarant'anni prima.

## Diabolik
Nel novembre 1962, ispirato a Fantômas e a Fantax, venne creato Diabolik, un personaggio che avrebbe rilanciato con successo il fumetto nero in Italia anche se non mancarono controversie rispetto alla morale dell'epoca. La copertina del primo numero della serie rappresentava una donna in primo piano che urlava di terrore e riportava termini come "brivido", "diabolico" e "terrore" oltre alla dicitura «per adulti». L'importanza di questa serie a fumetti è quella di aver permesso lo svecchiamento e lo scardinamento di un sistema nel giro di pochi anni. Diabolik non fu mai inserito in un contesto preciso e riconoscibile ma in un ambiente immaginario con scenari indefinibili. Nella serie molto è lasciato nell'indeterminatezza e molte domande sono lasciate senza risposta come le origini stesse del personaggio che verranno raccontate solo nel 1968 dopo ben 107 numeri nell'albo "Diabolik chi sei?". Chiuso nel suo microcosmo che lo ha tenuto distante dalle contingenze della realtà Diabolik ha così evitato quel logoramento da troppa “umanizzazione” che ha colpito invece i suoi vari epigoni oggi tutti scomparsi.
Nelle vignette delle prime storie di Diabolik si riprendono intere sequenze presenti nei romanzi di Fantômas così come la tecnica del flashback tipica di certi romanzi d'appendice. Fantômas era un criminale con le stesse doti di ladro gentiluomo di Lupin ma con una malvagità che mancava in quest'ultimo. I lettori venivano anche attirati da titoli espliciti come "L'impiccato senza volto", "La campana di sangue" o "La bara vuota" ma anche dalla genialità del protagonista e dal cinismo con cui uccideva riuscendo sempre a sfuggire alla giustizia, tutte caratteristiche che si ritrovano decenni dopo in Diabolik. L'apparizione del poliziotto Juve e il giovane giornalista Fando sono solo alcune delle molte citazioni di Fantomas che si ritrovano nei fumetti Diabolik, che successivamente si baseranno su soggetti e ispirazioni originali.
Nel febbraio 1962 uscì il film Totò diabolicus diretto da Steno. Il film è precedente all'esordio di Diabolik nelle edicole (novembre 1962) pertanto non è da ritenersi una parodia del genere ma più probabilmente si ispirava a un vero fatto di cronaca avvenuto a Torino nel 1958 e nel quale un misterioso assassino lasciò sul luogo del delitto una lettera nella quale si firmava Diabolich. Probabilmente l'assassino si era ispirato a sua volta al romanzo del giallista Bill Skyline (alias Italo Fasan) dal titolo "Uccidevano di notte" e il cui protagonista si faceva chiamare Diabolic (senza l’acca finale). Nel 1962 le sorelle Giussani battezzarono “Diabolik” il loro personaggio oscuro e amante della sfida proprio come il misterioso assassino di Torino.

## Kriminal e Satanik
Successivamente a Diabolik nell'agosto del 1964 esordì in edicola Kriminal ideato da Max Bunker e disegnato da Magnus che veste Kriminal con una calzamaglia in foggia di scheletro con un teschio come maschera. Fu la prima risposta qualificata al successo di Diabolik e non fu una semplice imitazione ma venne realizzato graficamente meglio di Diabolik non solo per i disegni di Magnus ma anche per copertine di Luigi Corteggi; le sceneggiature di Max Bunker poi riuscirono a creare un prodotto capace di fornire sia brividi di paura sia umorismo e introducendo anche con molta eleganza qualche elemento erotico rendendo Kriminal, contrariamente a Diabolik, un personaggio dotato di personalità ben definita. Anche il contesto e le ambientazioni furono definite con chiari riferimenti alla realtà e all'attualità, rendendo Kriminal un personaggio immerso nella vita reale.
Satanik, realizzata dagli stessi autori di Kriminal, esordì pochi mesi dopo ed era incentrata sulle vicende di una scienziata sfigurata che ritrova la bellezza grazie a un filtro chimico. Ancora una volta ritroviamo una lettera K nella testata con trame nelle quali erano presenti tematiche più horror andando oltre i vecchi romanzi d'appendice citando opere letterarie quali il Faust di Goethe, il Jekyll e Hyde di Stevenson, Il ritratto di Dorian Gray di Wilde e i racconti di Poe, Lovecraft e Maupassant, così come i film di Hitchcock e aggiungendo un secondo livello di lettura. Anche in Satanik è presente una profonda caratterizzazione del personaggio oltre a una componente erotica maggiormente presente che in Kriminal era stato appena accennato e in Diabolik era completamente assente.

## Epigoni
Il successo di questi primi personaggi portò alla nascita di una pletora di imitatori di vario livello sfruttando le richieste di un pubblico in crescita. Nel 1965 esordì Demoniak, ideato da Furio Arrasich, il quale aveva caratteristiche tutte sue e non era una semplice copia delle tre serie originali; poco dopo Arrasich propose anche Fantax, omonima della serie francese, presentava segni di originalità; Zakimort, personaggio a cavallo tra illegalità e senso di giustizia, fu una sorta di "risposta femminile" agli epigoni del re dei fumetti neri, pubblicata da Gino Sansoni, marito di Angela Giussani creatrice ed editrice assieme alla sorella Luciana dello stesso Diabolik. Magnus e Bunker idearono poi la serie dell'agente SS 018 ispirata al James Bond di Ian Fleming che in quel periodo furoreggiava al cinema. Tutte le altre testate che videro la luce in questo periodo furono in alcuni casi veri e propri plagi con varianti minime di sceneggiatura e nella caratterizzazione dei personaggi. Si ricordano comunque due serie realizzate con la tecnica del fotoromanzo: Killing ispirata a Kriminal e Genius ispirata a Diabolik. Di tutti questi personaggi solo Diabolik, Kriminal e Satanik ebbero una lunga vita editoriale (e Diabolik continua con successo le pubblicazioni) mentre le altre testate interruppero presto le pubblicazioni.
Elenco dei personaggi in ordine di pubblicazione
1. Diabolik (novembre 1962 - in corso)
2. Fantax (poi "Fantasm", giugno 1964 - 1967)[24]
3. Kriminal (419 volumi, da agosto 1964 a novembre 1974)
4. Mister-X (Edizioni Cervinia, da ottobre 1964 a febbraio 1968 e Edizioni Alhambra 1968-1969)[24]
5. Satanik (231 volumi, da dicembre 1964 a novembre 1974)
6. Demoniak (febbraio 1965)[24]
7. Sadik (marzo 1965 - 1967)[24]
8. Rocambol (8 numeri, marzo 1965 - ottobre 1965);[25]
9. Spettrus (marzo 1965)[24]
10. AZ - 10 (poi "VAMPIR La figlia del mistero" - 18 numeri, aprile 1965 - febbraio 1967);[26]
11. Magik (7 numeri, aprile - ottobre 1965);[27]
12. Jnfernal (maggio 1965)[24]
13. L'Uomo Fantasma (Edizioni Americane, 12 numeri, giugno - dicembre 1965);[28]
14. Maskar (11 numeri, Editrice Arcobaleno, giugno 1965 - aprile 1966)[29],
15. Alika (20 numeri, luglio 1965 - luglio 1967)[30],
16. Zakimort (115 volumi, Casa Editrice Astoria, agosto 1965 - 1974)[24][31]
17. Souspense! CRIMEN (2 albi - novembre 1965 - febbraio 1966);
18. Brivido (2 numeri, novembre 1965 - dicembre 1965)[32][33]
19. Samantha (gennaio 1966)[34]
20. Terror (1 numero, Edizioni Attualità, gennaio 1966);[24][35]
21. Cobrak (1 numero, Berté Editore, gennaio 1966);[24][36]
22. Genius (febbraio 1966)[24][37]
23. Masokis (marzo - settembre 1966)[24][38]
24. Killing (15 marzo 1966)
25. Super Women (aprile - ottobre 1966)[24][39]
26. La Jena (settembre 1966 - 1969)[40]
27. La Donna Invisibile (Gallo Rosso Editrice, 3 numeri, dicembre 1966 - febbraio 1967)[41],
28. Honda (1 numero - gennaio 1967);[42]
29. Dominò (4 numeri, ErreGI, maggio - giugno 1967);[43][44]
30. Spiderman (agosto 1967 - ottobre 1968, solo omonimo del personaggio Marvel Comics);[24]
31. I Serpenti (settembre 1967 - maggio 1968, 7 numeri);[45]
32. Milord (10 numeri, Editoriale Corno, aprile - novembre 1968)[46],
33. Sangòor (12 albi - 1968-69)[47]
34. Makabar (11 numeri, luglio 1970 - giugno 1972);[48]
35. Kirk Killer (3 numeri, 1972);[49]
36. Jolly (7 numeri, Renzo Barbieri Editore, giugno - dicembre 1990)
37. Il Morto (2004 - in corso)

## Filmografia
- Thrilling (episodio Sadik), regia di Gian Luigi Polidoro (1965)
- Kriminal, regia di Umberto Lenzi (1966)
- Mister X, regia di Piero Vivarelli (1967)
- Il marchio di Kriminal, regia di Ferdinando Cerchio (1968)
- Satanik, regia di Piero Vivarelli (1968)
- Diabolik, regia di Mario Bava (1968)
- Capriccio all'italiana (episodio "La bambinaia"), regia di Mario Monicelli (1968)
- Diabolik, regia di Manetti Bros. (2021)
- Diabolik - Ginko all'attacco!, regia di Manetti Bros. (2022)
- Diabolik - Chi sei?, regia di Manetti Bros. (2023)

## Caratteristiche del genere
La maggior parte di questi antieroi avevano come radice nome un aggettivo con accezione negativa ("diabolico", "criminale", "satanico"), che veniva reso più esotico dall'uso di lettere tipicamente straniere come la K, la X o la J e per tenere fede al nome, questi “signori del crimine” sono tutti dei delinquenti spregiudicati, inafferrabili e spietati.
I protagonisti sono in genere criminali che per celare la propria identità indossano un caratteristico costume. Diabolik ad esempio usa una calzamaglia nera che lascia intravedere solo i suoi occhi, Kriminal ha una tuta aderente gialla con uno scheletro stilizzato e una maschera con le fattezze di un teschio, Satanik un abito rosso e nero. Gli altri protagonisti delle serie nate sulla scia del successo del genere si ispirano pedissequamente agli standard precedenti. Ad esempio Sadik usa una calzamaglia che gli lascia scoperto solo metà volto, Zakimort indossa una semplice calzamaglia nera e una mascherina, Killing un costume da scheletro.
Il formato degli albi di Diabolik, di piccola dimensione per essere tascabili (11,5x16,9 cm), divenne lo standard anche per tutti gli epigoni. Era stato ideato per venire incontro alle esigenze dei pendolari che una delle sorelle Giussani osservava ogni mattina da casa sua vicino alla stazione.
Caratteristica tipica del genere sono i personaggi comprimari e antagonisti. Gli antieroi vengono affiancati da un partner di sesso opposto in genere molto attraente e vengono duramente avversati da un integerrimo poliziotto che rappresenta la legge e furbo quasi quanto il protagonista: sono l'ispettore Ginko, per Diabolik, il commissario Patrick Milton per Kriminal e il tenente Trent per Satanik.
Caratteristica comune nell'ambientazione dove si muovono i protagonisti è la facciata ipocrita degli individui senza scrupoli: ricchi perversi, nobili cinici e profittatori, donne assetate di sesso e gioielli; queste debolezze li rendono facili prede di questi pericolosi personaggi, che giocano sulle leve dei vizi per arrivare al loro scopo. Questi criminali tuttavia non sono mossi dal semplice desiderio di profitto: Diabolik non ruba e uccide solo per arricchirsi ma per imporre la propria legge, per sfidare la società, come lui stesso dirà più volte.. Kriminal e Satanik hanno sopportato, prima di diventare criminali, ingiustizie e soprusi e adottano i rispettivi alter ego per vendicarsi della società.. Altri personaggi, come Sadik e Zakimort, si presentano come giustizieri mascherati, vendicatori per i quali viene prima il loro concetto di giustizia e solo dopo il profitto.
La moda non sarebbe durata a lungo e solo Diabolik, Kriminal, Satanik e Zakimort avrebbero avuto una lunga vita editoriale mentre tutti gli altri avrebbero interrotto presto le pubblicazioni a causa della ripetitività di situazioni sempre più scontate e per un mercato ormai saturato da prodotti spesso dozzinali. Inoltre gli attacchi moralisti di stampa e opinione pubblica avevano indotto gli editori a porre un freno alla creatività di soggettisti e disegnatori a discapito della qualità delle storie di quei personaggi che traevano il proprio successo dalla gratuita esibizione di sesso e violenza e così durante gli anni settanta tutti i personaggi neri scomparvero tranne Diabolik.

## Controversie
Diabolik e gli altri antieroi come Kriminal, Satanik, Sadik e molti altri subirono sequestri da parte della magistratura, censure, campagne denigratorie a mezzo stampa, azioni legali, venendo bollati come socialmente pericolosi, destabilizzanti, indecenti. La magistratura di Milano nel 1965 intervenne con massicci sequestri, avviando un'indagine per pubblicazioni oscene. Alcuni quotidiani pubblicarono titoli come «I signori del crimine rischiano la gattabuia» (Il Giorno del 7 aprile 1965). Ai problemi giudiziari si aggiunsero le stroncature della stampa. Enzo Tortora definì i fumetti neri come di «sgangherati gorilla del brivido» a base di «sesso, violenza e balbettanti scemenze». Nel 1966 il periodico La Tribuna illustrata ospitò un dibattito in forma di “processo”, cui parteciparono anche celebrità come Mina, Alberto Sordi e Omar Sívori: l'accusa era «oltraggio al buon senso, offesa al buon gusto, alto tradimento». Il "processo" terminò con una «condanna senza indulgenza e senza appello». Tale "condanna" non sorprese nessuno, se anche lo scrittore Gianni Rodari, nelle vesti di difensore, li definì «brutti, stupidi, gonfi di sangue come un tafano ubriaco; sono un losco affare, una trappola per i gonzi, una macchia sull'onorabilità dell'editoria nazionale».
Tra gli anni Sessanta e Settanta ci fu la moda dei film ispirati ai protagonisti dei fumetti neri che vennero facilmente presi di mira dai moralisti dell'epoca per le venature di violenza e di trasgressione che li accompagnavano. L'ondata di moralismo è esemplificata ad esempio nell'episodio "La bambinaia" del film Capriccio all'italiana del 1968 nel quale Silvana Mangano è una giovane governante che scopre i bambini di cui si deve occupare intenti a leggere fumetti neri. Dopo averli rimproverati glieli sequestra e li getta in un laghetto. Subito dopo racconta loro una fiaba classica che farà spaventare questa sì per davvero i bambini fino a farli piangere diversamente da quanto avevano fatto invece i fumetti neri.
Nonostante l'ostilità della critica e i problemi di censura e sequestri giudiziari, oltre alla dicitura in copertina di «fumetti per adulti», il successo fu enorme: Diabolik, Kriminal e Satanik vendevano centinaia di migliaia di copie. Dino Buzzati, una delle poche voci fuori dal coro nel "processo" di Tribuna Illustrata, ammise che li leggeva affermando che «tecnicamente parlando, non sono male», perché hanno il dono «della rapidità e della sintesi», che soddisfa le esigenze del pubblico stanco di «romanzi faticosi», dove «non succede mai niente».

## Impatto culturale ed eredità
Il successo di massa dei fumetti, non solo neri ma anche d'autore, avvicina gli intellettuali al genere che incominciano a considerarli come oggetti di studio. L'Istituto di Pedagogia dell'Università di Roma promuove convegni sui fumetti, mentre si pubblicano saggi sull'argomento come quello Umberto Eco con il libro “Apocalittici e integrati”, pubblicato nel 1963, che attribuisce al fumetto la dignità di un oggetto di studio e di analisi sociologica ed estetica: “Il fumetto è un prodotto industriale, commissionato dall'alto, funziona secondo tutte le meccaniche della persuasione occulta, suppone nel fruitore un atteggiamento di evasione che stimola immediatamente le velleità paternalistiche dei committenti. E gli autori per lo più si adeguano: così il fumetto nella maggior parte dei casi, riflette l'implicita pedagogia di un sistema e funziona come rafforzatore dei miti e dei valori vigenti.”. In un altro saggio sul fumetto ("La scrittura malinconica" di Gino Frezza) si afferma che “Il nero a fumetti costituisce un salto qualitativo nella produzione seriale degli anni Sessanta. Esso si fa eclatante fenomeno di costume, rompe precostituiti valori ideologici di trasmissione dell'educazione, pone esplicite e inquietanti domande sui meccanismi di riconoscimento nella lettura, mette apertamente in scena la propria origine”.
Il fumetto nero segna uno spartiacque nel mondo dei fumetti stravolgendone i canoni facendo diventare i fumetti un prodotto non più a esclusivo uso e consumo di bambini e adolescenti e quindi impregnato di valori improntati al bene e alla giustizia e di intenti pedagogici. Diabolik e gli altri ribaltarono il concetto facendo vincere i "cattivi" affascinando i nuovi lettori più adulti e aprendo il fumetto a nuove tematiche.
A metà degli anni sessanta i personaggi dei fumetti neri ebbero una grande diffusione cinematografica anche se con scadenti risultati, che ne limitarono la diffusione e anche nuove realizzazioni future. Grazie al successo di vendita vennero realizzate trasposizioni cinematografiche di Diabolik (1968, di Mario Bava), di Kriminal (1966 di Umberto Lenzi) e Satanik (1968 di Piero Vivarelli) oltre a Isabella (1969 di Bruno Corbucci) o Baba Yaga (1973 di Corrado Farina) tratto dai fumetti di Guido Crepax con venature erotiche non hanno mai raggiunto un certo successo di pubblico o di critica anche per la difficoltà di ricreare nei film le atmosfere delle storie a fumetti; altri film furono Il marchio di Kriminal del 1968, di Fernando Cerchio e Nando Cicero, sequel di Kriminal, anch'esso di scarso successo ma anche parodie come Arrriva Dorellik ispirato a Diabolik e diretto da Steno o Sadik, episodio del film Thrilling di Gian Luigi Polidoro nel quale Walter Chiari si traveste come l'eroe dei fumetti preferiti dalla moglie per farla contenta. Nel 1967 esce il film Mister X, per la regia di Piero Vivarelli, con Norman Clark e Gaia Germani.
Durante gli anni sessanta furono molto numerosi i processi e le accuse che nei mass media furono rivolte a questo tipo di fumetti popolari, considerati all'epoca - nel caso migliore - pseudoletteratura. Le accuse erano soprattutto di "plagio" nei confronti delle menti dei giovani. I personaggi del fumetto nero erano eroi negativi, infrangevano le leggi e la morale comune ma riuscivano regolarmente a sfuggire alla punizione. La violenza e l'omicidio erano un tema ricorrente in tutti gli episodi. Inoltre gli albi, eccetto Diabolik, erano infarciti di scene ammiccanti all'erotismo che, secondo la mentalità dell'epoca, erano considerate oscene, ed erano per questo definiti "fumetti per adulti". A cavallo dei generi, vi erano i fumetti erotici e pornografici, da Goldrake a Jacula a seconda della morale vigente variamente classificati. Ci furono numerosi casi di sequestro da parte della magistratura e processi che coinvolsero autori e case editrici. In conclusione, nonostante il fisiologico declino del genere, i fumetti neri lasciarono un segno indelebile nella società italiana e nelle nuove generazioni, tanto che alcuni si sono spinti ad affermare che il fumetto nero generò la prima vera rivoluzione culturale, sociale e di costume dell'Italia del dopoguerra, anticipando tematiche come la liberazione sessuale (Satanik) o il femminismo (Gesebel) che avrebbero infiammato le piazze italiane solo qualche anno più tardi.
Nel 1965 esordisce Linus rivista di fumetti per un pubblico adulto e acculturato e «[...] dedicata per intero ai fumetti. Fumetti s’intende di buona qualità, (...). L’unico criterio di scelta (...) è quello del valore delle singole opere (...)», Nel primo numero compariva anche, nella prima pagina, un'intervista di Umberto Eco a Elio Vittorini e Oreste Del Buono fatta presso la libreria della moglie di Gandini, incentrata su «una cosa che riteniamo molto importante e seria, anche se apparentemente frivola: i fumetti di Charlie Brown».
Poi nel 1966 esordiscono altre testate nel filone del fumetto nero e nel tradizionale formato tascabile che presentano una evoluzione di alcune tematiche già presenti nelle serie precedenti, con personaggi come Isabella e Goldrake, coi quali di fatto nasce il fumetto erotico italiano.
Il posto lasciato libero dai fumetti neri durante gli anni settanta venne occupato da un genere più propriamente horror che aveva visto le sue prime manifestazioni nella serie Terror del 1966. Sulla scia del successo dei fumetti erotici come Isabella, Messalina o Jacula il terreno era aperto per un'altra ondata di fumetti ma si trattò quasi sempre di produzioni di bassa qualità a eccezione della rivista horror nata nel 1969 per opera di Pier Carpi e Alfredo Castelli. Il genere horror trovo nuova linfa nel decennio successivo quando nel 1986 esordì nelle edicole Dylan Dog.
Magnus e Bunker nel 1969, già autori di Kriminal e Satanik, crearono poi Alan Ford, serie a fumetti con una forte componente satirica della società, della politica e del costume italiano, proseguendo l'evoluzione del fumetto.
Nel 2004 ha fatto la sua comparsa nella rivista Ink il personaggio de Il Morto che presenta caratteristiche che si rifanno al fumetto nero quali il formato tascabile, il prezzo contenuto e i disegni in bianco e nero oltre alla caratterizzazione grafica del personaggio che veste una tuta che ricorda quella di Killing o di Kriminal. Nel 2007 il regista Ss-Sunda ha realizzato il film documentario The Diabolikal Super-Kriminal dedicato al fenomeno dei fumetti neri e all'editoria che li riguardava, e in particolare al personaggio Killing, uno dei più violenti ed eversivi tra i fumetti neri dell'epoca.

### Articoli (quotidiani e riviste)
- S. Noci, Fumetti e fascino dell'orrore, in Giornale del Mattino (Firenze), 11 gennaio 1965.
- Guglielmo Zucconi, Ragazzini e signore-bene divorano i nuovi fumetti dell'orrido, in La Domenica del Corriere, 4 aprile 1965.
- Natalia Aspesi, I signori del crimine rischiano la gattabuia, in Il giorno, 6 aprile 1965.
- Giampiero Cane, Fumetti per adulti protagonisti di turno, in Il Lavoro, 8 aprile 1965.
- Gian Franco Vené, Fantomas e Figlik, in L'Europeo, 11 aprile 1965.
- Guido Bousier, I mostruosi eroi del fumetto del brivido, in La Gazzetta del Popolo, 25 aprile 1965.
- Vittorio Pescatori, Una bambina di nome Diabolik, in ABC, 9 maggio 1965.
- Enzo Tortora, I figli di 007: Sadik, Diabolik, Kriminal, in La Nazione, 12 maggio 1965.
- Paolo Pietroni, Diabolik, in Settimana TV n. 32, agosto 1965.
- Guerra ai fumetti diabolici che esaltano folli criminali, in La Gazzetta del Popolo, 19 ottobre 1965.
- Ogni botto un morto, in La Notte, 4 dicembre 1965.
- Alberto Ongaro, Il regno della violenza, in L'Europeo, 5 dicembre 1965.
- G. Galimberti, F. Mannocchia, G. Capuano, Abbiamo intervistato "i Diabolik dell'asfalto", in La Tribuna illustrata, 3 luglio 1966.
- I fumetti del terrore" un nuovo sconcertante fenomeno dei giovani d'oggi. Orizzonti. N.27 3 luglio 1966.
- Assolto Diaboliik per i delitti a fumetti, in Corriere della Sera, 6 gennaio 1966.
- Arrigo Petacco, Questa volta Diabolik ha ucciso davvero, in Domenica del Corriere, 23 gennaio 1966.
- Dario Natoli, È arrivato il fumetto dell'orrore, in L'Unità, 30 gennaio 1966.
- Fulvio A. Scocchera, Sadik vuol dire anche libertà, in Sadik n. 15, 15 ottobre 1966.
- Kriminal in tribunale e ora sullo schermo, in Tribuna illustrata, 4 dicembre 1966.
- Gian Battista Arduini, Dove vai Diabolik? - Duecentocinquanta morti in edicola, in Vie Nuove, 9 giugno 1966.
- Dario Natoli, Il mondo dei fumetti, in Il Calendario del popolo, marzo-aprile 1967.
- E.B., Crisantemi per l'eroe del bene - Inchiesta sui fumetti neri, in Meridiano 12, 15 gennaio 1967.
- Claudio Roma, I fumetti neri alla sbarra, in Famiglia cristiana, 4 dicembre 1966.
- Pierluigi Gandini, Terrore e miseria del fumetto nero, in L'Unità, 5 febbraio 1967.
- Diabolik nuovamente sequestrato, in Il Secolo XIX, 21 marzo 1967.
- Giuseppe Barillà, In Italia è nato male il fumetto per adulti, in Il Secolo XIX, 26 luglio 1967.
- Bernardino Zapponi, Anime bianche e fumetti neri, in L'Espresso, 17 dicembre 1967.
- B.R., Diabolik, una simpatica e moderna incarnazione del maligno, in Paese Sera, 26 gennaio 1968.
- L. Tatto, I mostri con il "K", in Specchio del libro per ragazzi, luglio-settembre 1968.
- Gigi Ghirotti, siamo i maggiori produttori di fumetti con eroi diabolici, in La Stampa, 25 settembre 1968.
- P. F. Listri, Fra "horror" e "terror", in Nazione Sera, 12 novembre 1968.
- Dario Natoli, Diabolik contesta, in L'Unità, 16 novembre 1968.
- Maurizio Chierici, diabolik si siede a tavola col commenda, in Il Giorno, 3 dicembre 1968.
- Luigi Tola, La chiave di Diabolik, in Executive n. 5, 1968.
- Gianni Bono, Il fumetto per adulti, in Appunti sul fumetto italiano del dopoguerra, Club gli amici del fumetto, 1969.
- T. Malaspina, La carne, la morte e il diavolo, in L'Espresso n. 44, 1969.
- G. Chiari, Vi presento "Diabolik", in La Voce, 4 settembre 1966.
- Lotta aperta contro i fumetti neri, in Corriere Mercantile, 22 settembre 1966.
- Natalia Aspesi, Hanno invaso con le "k" il dorato mondo dei fumetti, in Il giorno, 25 settembre 1966.
- Mimmo Candito, Kriminal e c. siedono sul banco degli imputati, in Il Lavoro, 28 ottobre 1966.
- GuglielmoZucconi, Processo ai fumetti dell'orrore, in Tribuna illustrata, 2 ottobre 1966.
- I giornalisti lombardi contro i fumetti malsani, in Il Secolo XIX, 29 ottobre 1966.
- Giulio Orecchia, Processo ai super "k", in Gente n.39, 28 settembre 1966.
- l'ondata nera di kriminal & c. Inchiesta di Laura draghi Salvadori. In città nuova. 10 maggio 1969.
- Antonio Imbasciati, I fumetti neri, in Ikon, ottobre 1970.
- Giuliano Zincone, L'avanzata dei fumetti neri, in Corriere della Sera, 11 settembre 1970.
- Luigi Allegri, Adelmina Bonazzi, Rossella Ruggeri, Sexy e neri: il fumetto nero, in Nero a strisce, la reazione a fumetti, Istituto di Storia dell'arte dell'Università di Parma, 1971.
- William Maglietto, I fumetti neri e le rilevanze socio-criminologiche, in Rassegna dell'Arma dei Carabinieri, 1971.
- Maria Grazia Bevilacqua, i miliardi del diavolo a fumetti, in Famiglia cristiana, 3 dicembre 1972.
- F. Martinelli, Diabolik nasce in via Boccaccio, in Il milanese, 19 maggio 1974.
- Giancarlo Albano, Le sorelle omicidi, in Grazia, 21 aprile 1974.
- Graziano Frediani e Renato Genovese, Neri a metà: "il fumetto nero da Kriminal a lo sconosciuto", in Orient exp0ress n. 9, marzo 1983.
- Julia, almanacco del giallo (dossier) "l'invasione dei neri". 2014.Sergio Bonelli editore.

### Saggi
- Nero a strisce - la reazione a fumetti, Istituto di storia dell'arte dell'Università di Parma, 1971
- I fumetti neri e le rilevanze socio-criminologiche, estratto da Rassegna dell'Arma dei Carabinieri, 1971
- Le regine del terrore a cura di Davide Barzi e Tito Faraci, edizioni db, 2007.
- Nero nerissimo, cento anni di fumetto italiano, Panini Comics, 2008
- "cinefumetto 1960-73" a cura di Stefano Pistelli. Glittering images 2008.
- " Diabolik: cronistoria di un film" a cura di Roberto altariva. Diabolik club. 2008.
- La diabolika Astorina, Comicon edizioni, Napoli, 2012.
- Diabolik e i fumetti neri, Varchi Comics, 2012 (circ.fil.num. Benedetto Varchi) Montevarchi.
- Luca Mencaroni, Avventure Noir, volume I, Mencaroni editore, 2012.
- Neri come il carbone. I fumetti neri degli anni sessanta, Alessandro Tesauro editore, 2014.
- "Guida ragionata ai fumetti neri beat degli anni 60: Teddy Bob, Cap, Flipper, Johnny Beat, i Naufraghi, Solitario Boy...", Youcanprint Editore, 2018.
- Studio K, "Fumetti Neri Italiani" (vol. 1, 2 e 3), Youcanprint Editore, 2024